# Cratere Cavendish
Cavendish è un cratere lunare di 52,64 km situato nella parte sud-occidentale della faccia visibile della Luna, a sud-ovest del più grande cratere Mersenius. Cavendish giace tra i due crateri minori Henry, a ovest-nord-ovest, e De Gasparis, a est-sud-est.
Il margine di Cavendish è fortemente eroso; il cratere satellite Cavendish E si trova sul suo bordo sudorientale, mentre il più piccolo Cavendish A ha asportato parte delle pendici nordorientali. Sul pianoro interno un paio di piccoli crateri occupano larga parte della zona centrale, rispettivamente verso est ed ovest, ed i loro margini si uniscono verso il centro del cratere.
Un sistema di rimae, noto come Rimae de Gasparis, ha origine dal bordo orientale di Cavendish.
Il cratere è dedicato al fisico e chimico scozzese Henry Cavendish.

## Crateri correlati
Alcuni crateri minori situati in prossimità di Cavendish sono convenzionalmente identificati, sulle mappe lunari, attraverso una lettera associata al nome.
| Cavendish | Coordinate            | Diametro (in km) |
| --------- | --------------------- | ---------------- |
| A         | 24°01′12″S 52°49′48″W | 10,66            |
| B         | 23°16′12″S 55°11′24″W | 10,29            |
| E         | 25°25′48″S 54°16′12″W | 23,53            |
| F         | 26°08′24″S 54°09′36″W | 17,76            |
| L         | 21°42′36″S 53°46′12″W | 5,68             |
| M         | 21°58′12″S 53°54′36″W | 5,86             |
| N         | 22°04′12″S 54°28′48″W | 4,31             |
| P         | 24°09′36″S 51°40′48″W | 4,45             |
| S         | 23°45′36″S 52°30′36″W | 5,01             |
| T         | 24°45′36″S 55°13′12″W | 4,18             |